# Stjärnjerry - en rockopera
Stjärnjerry – en rockopera är ett konceptalbum utgivet av bandet Doktor Kosmos år 1996. Albumet är uppbyggt som ett konceptalbum, rockopera.

## Handling
Albumet handlar om knarkaren Stjärnjerry och de problem som hans missbruk medför, bland annat med knarklangaren Doktor Knark, som Stjärnjerry blir skyldig pengar vilka han inte kan betala tillbaka. Han ber sin flickvän Eva att vara hora så att han kan betala tillbaka pengarna han är skyldig, men sedan knarkar han upp dem istället. Han beslutar sig för att köpa ett vapen av Juan Lasergun och döda Doktor Knark. Jerry skjuter Doktor Knark och tror sig ha mördat honom, dock hamnar han i koma. Jerry blir förföljd av polisen och flyr med sin flickvän "Mördarbruden Eva" i en stulen bil. Han kraschar och både han och Eva hamnar i koma. Eva vaknar senare upp ur sin koma och åker till Frankrike för att komma ifrån allt. Eva får man följa i del 2 av rockoperan, Evas Story.

## Låtlista
| Nr           | Titel          | Längd |
| ------------ | -------------- | ----- |
| 1.           | Ouvertyr       | 1:43  |
| 2.           | Hoten          | 2:45  |
| 3.           | Cash Is King   | 2:36  |
| 4.           | Tjejerna       | 2:59  |
| 5.           | Hjälp          | 1:46  |
| 6.           | Mobbaren       | 2:54  |
| 7.           | Rockenrollen   | 1:54  |
| 8.           | Rymdefixet     | 2:00  |
| 9.           | Dåliga stället | 2:59  |
| 10.          | Rock Me Baby   | 2:59  |
| 11.          | Juan Lasergun  | 1:00  |
| 12.          | Slåss          | 2:53  |
| 13.          | Mördarn        | 2:50  |
| 14.          | Rymdetrippen   | 4:20  |
| Total längd: | Total längd:   | 35:44 |

## Medverkade
- Uje Brandelius (Doktor Kosmos), keybord, handklapp och sång.[1]
- Martin Aagård (Stålispojken), gitarr och handklapp.[1]
- Henrik Högberg (Handsome Hank), trummor och handklapp.[1]
- Catti Brandelius (Miss Universum), sång.[1]
- Lina Selleby (Twiggy Pop), sång.[1]